# 五藤齊三
五藤 齊三（ごとう せいぞう、1891年1月31日 - 1982年7月11日）は、日本の技術者・実業家で、天体望遠鏡やプラネタリウムなどの専門メーカー、五藤光学研究所の創業者。高知県生まれ。
父が司法官であったため、幼少時は宇和島市、高松市、大阪市と転居を繰り返した。

## 概要
戦前の日本光学工業（現在のニコン）では、すでに小型の天体望遠鏡を製造しており、中学校や高等学校むけに販売していた。五藤はこれらの営業を担っていたが、その価格は、一般の学校で簡単に導入できるようなものではなく、販売は伸び悩んでいた。
また、当時（第一次世界大戦後）、ドイツから日本光学工業へ招聘されていた光学技術者から、「優れた光学機器を作れば必ず儲かる」とも聞かされた。
そこで、天体望遠鏡をもっと広く、気軽に使える価格とするべく、日本光学工業を退社し、自ら五藤光学研究所を設立した。

## 略歴
- 1891年 - 高知県安芸郡土居村（現在の安芸市）土居で生まれる。
- 1921年 - 日本光学工業（現在のニコン）に入社。
- 1926年 - 日本光学工業を退社し、東京都世田谷区に五藤光学研究所を設立。
- 1938年 - 太陽望遠鏡の製作で文部大臣賞を受賞。
- 1950年 - プラネタリウムの開発に着手。
- 1955年 - 株式会社五藤光学研究所として法人化。
- 1959年 - 日本で初めてプラネタリウムの国産化に成功し、販売を開始。
- 1968年 - 日本映画テレビ技術協会賞「全天映画および全天周映画の開発」。
- 1981年 - 出身地である高知県に対して、60cm反射望遠鏡を寄贈。
- 1982年 - 永眠。墓所は青山霊園。